# جون كلاي ووكر
جون كلاي ووكر (بالإنجليزية: John Clay Walker)‏ هو صحفي أمريكي، ولد في 5 أكتوبر 1948، وتوفي في 30 يناير 1985.